# Daniel Traub (Fotograf)
Daniel Traub (* 1971 in Philadelphia) ist ein mehrfach mit Preisen ausgezeichneter US-amerikanischer Fotograf und Filmemacher. Seine Arbeiten beschäftigen sich vor allem mit sozialen Randgruppen.

## Erste Jahre
Traub wuchs in Philadelphia in einem kreativen Umfeld auf. Sein Vater David S. Traub ist Architekt, die in China geborene Mutter Lily Yeh war unter anderem Professorin für Malerei und Kunstgeschichte an der Kunstakademie in Philadelphia, sein Onkel Charles H. Traub zählt zu den namhaften amerikanischen Fotografen.
Daniel Traub begann im Alter von zwölf Jahren mit der Kamera die Straßen von Philadelphia zu erkunden. Später studierte er Fotografie bei Joel Sternfeld am Sarah Lawrence College sowie Filmproduktion und Filmgeschichte bei Abigail Child und Gilberto Perez.
Er erhielt seinen Master of Fine Arts von der Abteilung „MFA Photo, Video and Related Media“ der School of Visual Arts in New York City, wo er bei Raghubir Singh, Max Kozloff und anderen studierte.

## Wirken als Fotograf
Traub, der vornehmlich in New York City lebt, machte sich vor allem mit photographischen Langzeitstudien einen Namen. Von 1998 bis 2007 lebte er in China und arbeitete an Projekten, wie Simplified Characters, einer Serie von Straßenfotografien, welche die gewaltigen Veränderungen zum Beginn des 21. Jahrhunderts in den Städten Chinas darstellt. Die Bilderserie Peripheries, beschäftigt sich mit dem Landschaftsbild der Randgebiete mehrerer chinesischer Städte.
2007 zog er zurück in die USA und begann ein Projekt über seine Geburtsstadt Philadelphia. North Philadelphia ist ein fotografisches Porträt einer Nachbarschaft in anhaltender Krise. Es präsentiert einen Einblick in ein urbanes Gebiet, zwischen Verfall und Aufbruch, symbolisch für viele solcher Regionen in den gesamten USA. Erstellt zwischen 2008 und 2013 kombiniert North Philadelphia Bilder von verfallenen Häusern, leerstehenden Grundstücken, und Straßenecken mit Porträts der Anwohner. Traub's North Philadelphia war die Inspiration den Film Night Comes On in Philadelphia spielen zu lassen.
Von 2009 bis 2014 arbeitete Traub auf weiteren Reisen nach China am Thema Little North Road. Im Focus steht eine Fußgängerbrücke der südchinesischen Metropole Guangzhou. Die Brücke dient als symbolisches Eingangstor von Afrika in das Land China. Im Zentrum dieses Projekts steht eine Auswahl von Bildern, gesammelt von zwei umherziehenden chinesischen Porträt-Fotografen, Wu Yong Fu und Zeig Xian Fang, die ihren Lebensunterhalt mit dem Erstellen von Souvenir-Portraits von Afrikanern und anderen Menschen verdienen, die ein Andenken an ihre Zeit in China wollten. Daniel Traubs Fotografien auf der Brücke und in der direkten Umgebung erforschen die Dynamik des Gebiets und liefern den Kontext zur Betrachtung dieser Porträts.
Daniel Traubs Fotografien wurden international ausgestellt, mit Einzelausstellungen in der Catherine Edelman Gallery in Chicago, der Slought Foundation in Philadelphia und dem Lianzhou Photo Festival in China. Seine Arbeiten sind in öffentlichen sowie privaten Sammlungen zu finden, wie zum Beispiel der Margulies Collection im WAREhOUSE und dem San Francisco Museum of Modern Art. Seine Arbeiten sind auch in Publikation wie Aperture, European Photography und dem New York Times Magazine erschienen.

## Publikationen
Traub hat zwei Monografien mit dem Heidelberger Kehrer Verlag publiziert: North Philadelphia (2014) und Little North Road – Afrika in China (2015).
- Chinescape. Zeng Han, Ed. Shenzhen, China 2010. (engl.)
- North Philadelphia. Kehrer Verlag, Heidelberg 2014, ISBN 978-3-86828-478-2 (Monografie). (deutsch)
- Little North Road – Afrika in China Kehrer Verlag, Heidelberg 2015, ISBN 978-3-86828-629-8 (Monografie).(deutsch)

Traub's North Philadelphia inspirierte die Location für den Film Night Comes On.

## Filmproduktionen

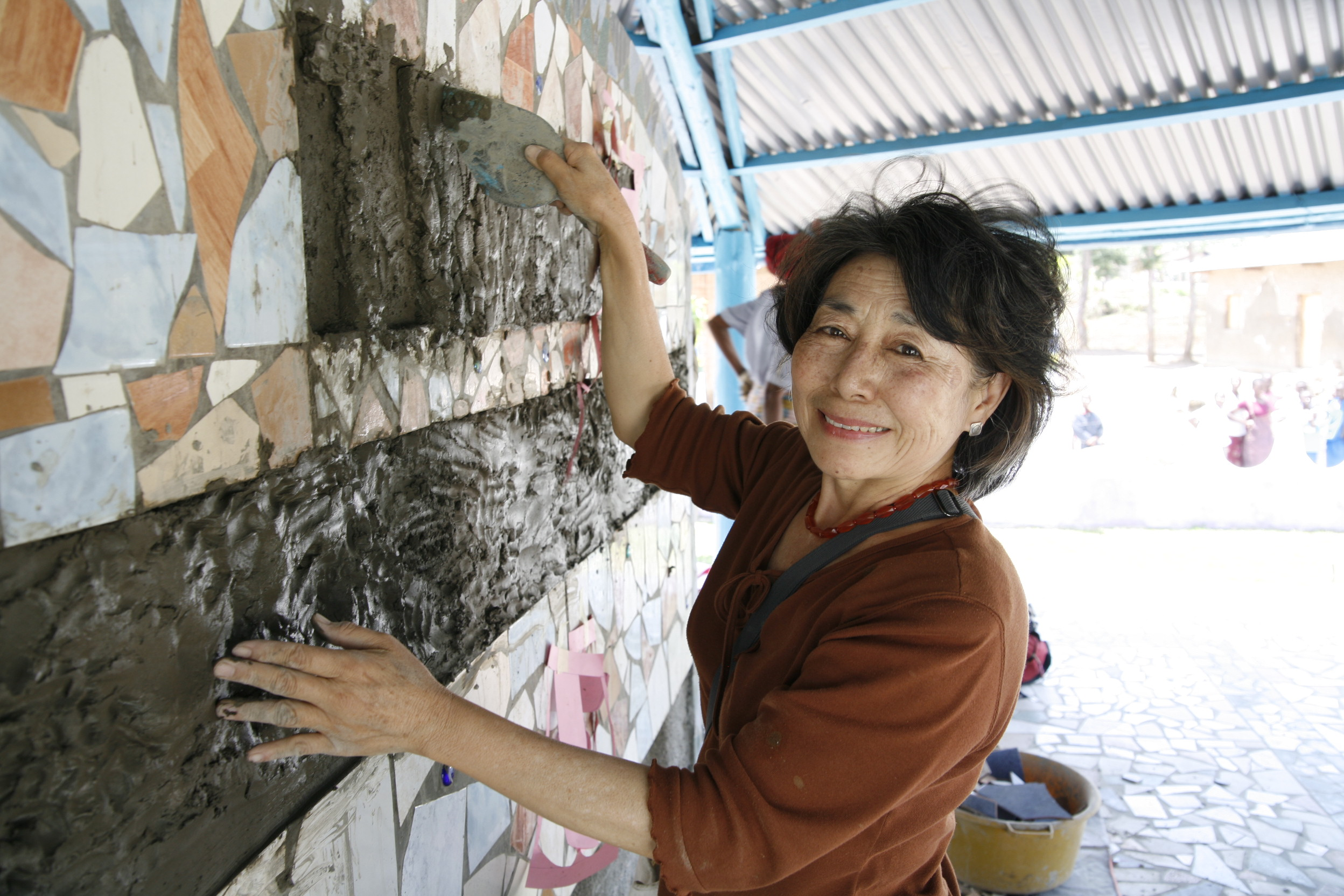
Lily Yeh, fotografiert von Daniel Traub

Als Filmemacher hat Traub bei Dokumentarfilmen in Spielfilmlänge Regie geführt, wie z. B. Barefoot Artist, einem Bericht über seine Mutter, die chinesischstämmige, in den USA lebende Künstlerin Lily Yeh und ihre Kunstwerke in vom Krieg zerrütteten Gemeinschaften, oder Xu Bing: Phoenix, der die Lebensbedingungen der chinesischen Wanderarbeiter aufzeigt. Traub führte die Kamera bei Dokumentarfilmen für PBS, Arte und ZDF, unter anderem in Zusammenarbeit mit Auslands-Korrespondent Joachim Holtz. 2011 gründete Daniel Traub sein Filmproduktions-Unternehmen „Itinerant Pictures“. Im Jahr 2019 vollendete er Ursula von Rydingsvard: Into Her Own, ein Dokumentarfilm über die in Deutschland geborene amerikanische Künstlerin Ursula von Rydingsvard.

## Ausstellungen (Auswahl)
Solo
- Belfast Exposed, Belfast, Nord Irland, 2007
- FotoFest, Houston, TX, USA 2008
- Catherine Edelman Gallery, Chicago, IL, USA 2008[14]
- Print Center, Philadelphia, PA, USA 2010
- Lianzhou Foto Festival, Lianzhou, China, 2011
- Bluesky Gallery, Portland, OR, USA 2012[28]
- Slought Foundation, Philadelphia, PA, USA 2015[29]

Gruppe
- Asian American Arts Center, New York, NY 1995
- Kenkeleba Gallery, New York, NY 1995
- Visual Arts Gallery, New York, NY 1998
- Taipei Artist Village, Taipei, Taiwan 2005
- Lianzhou International Photo Festival, Lianzhou, China 2005
- Houston Center for Photography, Houston, TX 2007
- Jen Bekman Gallery, New York, NY 2007
- M97 Gallery, Shanghai, China 2007
- Philadelphia Photo Arts Center, Philadelphia, PA, USA 2009
- 24me Festival International de Mode et de Photographie, Hyères, Frankreich 2009
- Woodmere Art Museum, Philadelphia, PA, USA 2009
- San Francisco Museum of Modern Art, San Francisco, CA, USA 2009
- Times Museum, Guangzhou, China 2010
- R. H. Gallery, New York, NY 2012
- CFEVA Gallery, Philadelphia, PA, USA 2012
- Portland Art Museum, Portland, OR, USA 2013
- Moore College of Art and Design, Philadelphia, PA, USA 2014
- GallerySKE, New Delhi, Indien 2015
- Chinese Culture Center, San Francisco, CA, USA 2016[30]
- S. F. Camerawork, San Francisco, CA, USA 2016[30]
- James A. Michener Art Museum, Doylestown, PA, USA 2016
- Ivorypress, Madrid, Spanien 2016/2017
- SCoP Shanghai Center of Photography, China, 2017[31]
- Weltkulturen Museum, Frankfurt, Germany, 2019[32]

## Öffentliche Sammlungen
- San Francisco Museum of Modern Art, San Francisco[33]
- Margulies Collection at the Warehouse, Miami[34]
- Portland Art Museum, Portland OR[35]
- Philadelphia Museum of Art, Philadelphia
- Free Library of Philadelphia, Philadelphia

## Auszeichnungen (Auswahl)
- FotoFestiwal, Lodz, Poland, Award, 2007
- Photo District News 30, 2008
- 24th Festival International de Mode et de Photographie à Hyères, Frankreich, Finalist, 2009
- Center for Emerging Visual Artists, Philadelphia, PA, Fellowship, 2009
- Atlantic Center for the Arts, New Smyrna Beach, Florida, Residency, 2009
- The Photo Review Competition, Erster Preis, 2009[36]
- Paris Photo-Aperture Photobook Prize, Frankreich, Finalist, 2016[37]